# فائض من الحب (فلم)
فائض من الحب (بالإسبانية: Corazón loco) هو فيلم كوميدي أنتج في الأرجنتين وصدر في سنة 2020. من بطولة سوليداد فيلاميل وأدريان سوار

## ملخص قصة
«فيرناندو» ربّ عائلة مثالي، يكنّ القدر نفسه من الحبّ والالتزام والولاء لأسرتيه... إلى أن يتسبّب خطأ واحد في تصادم الأمور.

## طاقم العمل
- سوليداد فيلاميل بدور فيرا
- أدريان سوار في دور فرناندو فيرو
- غابرييلا توسكانو في دور بولا
- داريو براسي
- بيتيانا بلوم
- آلان صباغ
- ماجيلا زانوتا

## وصلات خارجية
- مقالات تستعمل روابط فنية بلا صلة مع ويكي بيانات